# أليخاندرو بينيا
أليخاندرو بينيا (بالإنجليزية: Alejandro Peña) هو لاعب كرة قاعدة دومينيكاوي، ولد في 25 يونيو 1959 في بويرتو بلاتا في جمهورية الدومينيكان.

## وصلات خارجية
- أليخاندرو بينيا على موقعبيزبول رفرنس.كوم (الدوري الرئيسي) (الإنجليزية)
- أليخاندرو بينيا على موقعبيزبول رفرنس.كوم (الدوري الثانوي) (الإنجليزية)